# Joseph Marie Henri Alfred Perrier de la Bâthie
Joseph Marie Henri Alfred Perrier de la Bâthie (* 11. August 1873; † 2. Oktober 1958) war ein französischer Botaniker, der sich auf die Pflanzen Madagaskars spezialisiert hatte. Sein offizielles botanisches Autorenkürzel lautet „H.Perrier“.
Er ist der Neffe von Eugène Pierre Perrier de la Bâthie (1825–1916), einem anderen Botaniker, der ebenfalls mit ihm zusammen Pflanzen sammelte.
Er beschrieb die beiden wichtigsten floristischen Provinzen Madagaskars. Zu seinen Werken zählen La végétation malgache (1921), Biogéographie de plantes de Madagascar (1936) und zahlreiche Bände der Reihe Flore de Madagascar et des Comores (1946–1952).

## Ehrungen
Die Orchideengattung Neobathiea (ursprünglich Bathiea) wurde ihm zu Ehren benannt, ebenso wie der Indriartige Lemur Perrier-Sifaka (Propithecus perrieri). Auch andere Pflanzengattungen wurden ihm zu Ehren benannt: So entdeckte der Botaniker Lucien Désiré Joseph Courchet 1905 Perriera, eine Gattung von Blütenpflanzen aus Madagaskar, die zur Familie der Simaroubaceae gehören. 1915 veröffentlichte der Botaniker Bénédict Pierre Georges Hochreutiner dann Perrierophytum, eine Gattung von Blütenpflanzen aus Mosambik und Madagaskar, die zur Familie der Malvaceae gehören. 1924 veröffentlichte Aimée Antoinette Camus Perrierbambus, einen Bambus aus der Familie der Gräser. 1951 veröffentlichte Alberto Judice Leote Cavaco Perrierodendron, eine Gattung von Bäumen und Sträuchern aus der Familie der Sarcolaenaceae. 1978 schließlich veröffentlichte Alwin Berger und Hideaki Ohba Perrierosedum, sukkulente Pflanzen aus der Familie der Crassulaceae.
Mehrere madagassische Pflanzenarten wurden ebenfalls nach ihm benannt, darunter Adenia perrieri, Adansonia perrieri, Erythrina perrieri, Ensete perrieri, Euphorbia perrieri, Gereaua perrieri, Jumelleanthus perrieri, Melanophylla perrieri, Podocarpus perrieri, Takhtajania perrieri, (ursprünglich Bubbia perrieri genannt) und Xerosicyos perrieri.